# Oncocnemis glennyi
Oncocnemis glennyi là một loài bướm đêm trong họ Noctuidae.